# Centro de Interpretación de Melilla la Vieja (Cimlav)
El Centro de Interpretación de Melilla la Vieja es un museo de la ciudad española de Melilla situado en el antiguo Torreón de las Cabras, en el Primer Recinto Fortificado de Melilla La Vieja. 

## Historia
Creado por la Fundación Melilla Ciudad Monumental, con el apoyo de la Ciudad Autónoma de Melilla.